# Chorvati. Slované bulharští.
Chorvati. Slované bulharští. je historická rukopisná mapa, jejímž autorem je Pavel Josef Šafařík. Její vznik je odhadován mezi roky 1838 – 1840. Mapa popisuje území dnešního Chorvatska, Rumunska, Bosny a Hercegoviny, Slovenska a Maďarska (okrajově se věnuje i Bulharsku, Srbsku, Moldavsku a Slovinsku), v době vzniku díla se jednalo o území Osmanské říše a Rakouského císařství. 

## Popis
Mapa je vyobrazena na archu o rozměrech 27,5 x 34 cm, podlepená je navíc listem velkým 34,4 x 43,7 cm. Je jedním z řady Šafaříkových náčrtů, které jsou charakteristické tím, že kromě názvu mapy postrádají jakékoliv další doprovodné informace. Tyto náčrty následně sloužily k tvorbě rozsáhlejších map, nebo se od nich odvíjela díla jiných autorů. K mapě náleží i list s poznámkami o Šafaříkových souvisejících mapových dílech. 
Sídla jsou tu zdokumentována velmi podrobně, převážně pak na území Chorvatska, jak už napovídá samotný nadpis mapy. Směrem více na sever a na jih od tohoto území je vyobrazena pouze hustá říční síť se značkami pro sídla, kterým už však popisky chybí. Zajímavé je, že vedle popisků sídel se často objevují letopočty (někdy i s konkrétním měsícem). Jelikož letopočty podle pátrání nemají nic společného se založením oněch měst, můžeme se domnívat, že je to záznam roku jejich zdokumentování (např. Kamnik 1413, Celje 850). Jedná se ale hlavně o osobní poznámky autora. Občas jsou k sídlům přiřazeny letopočty dva, některé s otazníkem, jiné různě přeškrtané. U sídel, která jsou historicky doložena, vyznačil autor značku červenou barvou. 
Mapa je nakreslená jednotnou černou barvou, pouze značky sídel, ke kterým se zrovna vztahuje nejbližší popisek, jsou podmalovány barvou červenou. Písmo je nezdobné a jednoduše účelové, jako tomu je u většiny dalších Šafaříkových map podobného měřítka. Řeky jsou znázorněny černou linií, pro mohutné toky ztučněnou a jsou pro lepší orientaci předznačeny zkratkou “R.”. Ostrovy pak autor značí s písmenem “O.”. Objevuje se zde i pár náhodných prvků, jako např. Trajánův val v Moldavsku, značený krátkými čárami blízko u sebe, nebo název krajiny či národa.

## Historie
Mapu vytvořil Šafařík. Sloužila jako podklad během tvorby historické mapy celého Slovanstva. Na mapě Chorvati. Slované bulharští zachytil část středověkého osídlení jižní větve Slovanů. Další části jižního osídlení se věnovaly mapy: Morea, Vindové a Srbové. Bulharové. Všechny tyto mapy Šafařík kreslil několik let, průběžně je doplňoval a zpřesňoval, hlavně v období 1838-1840. Základní kresba byla kopií ze Stielerova[nedostupný zdroj] atlasu. 
Mapa je uložena v Mapové sbírce PřF UK v Praze. 

## Přesnost
Pro vyhodnocení přesnosti díla byl použit Adobe Photoshop. Přes původní Šafaříkovu mapu se přeložila poloprůhledná vrstva současných Google map. Západní pobřeží Balkánského poloostrova se jeví zpracované přesněji než pobřeží Černého moře. I tak se ale najde mnoho odchylek. Aby původní mapa odpovídala přesnému fyzicko-geografickému rozložení, museli bychom ji rozkouskovat a znovu postupně sestavit v různých měřítkách pod více úhly.
Celkově lze ale zhodnotit mapu, vzhledem k době jejího vzniku, jako kvalitně zpracovanou. Snaží se co nejdetailněji zachytit reliéf pobřeží, jednotlivé zeměpisné vzdálenosti prvků jsou vcelku korektní a dala by se poměrně spolehlivě účelově používat.

## O autorovi
Jak již bylo zmíněno v úvodu, autorem mapy je Pavel Josef Šafařík (1795 – 1861). Původem byl z východního Slovenska a zemřel v Praze. Ve svých mladých letech studoval teologii v Německu a posléze působil jako profesor a ředitel gymnázia v Srbsku. Kromě mapy, která v této době vznikla, v Srbsku vydával ještě mnoho dalších děl, např. sbírky slovenských lidových písní. V roce 1833 se přestěhoval z převážně finančních důvodů i se svou rodinou Prahy, kde spolupracoval se svými přáteli Františkem Palackým a Josefem Jungmannem. Působil zde na mnoha postech – jako redaktor časopisu Světozor, ředitel pražské Univerzitní knihovny, cenzor knih. Zpracovával zde také mnohé literárně-historické a jiné materiály, které si s sebou přivezl ze Srbska. V roce 1860 se kvůli těžkým depresím pokusil spáchat sebevraždu skokem do Vltavy, podařilo se ho ale zachránit. Jeho fyzický stav se velmi zhoršil a o rok později zemřel.